# Canjáyar
Canjáyar ist eine spanische Gemeinde im Verwaltungsgebiet Alpujarra Almeriense der Provinz Almería in der Autonomen Gemeinschaft Andalusien. Die Bevölkerung von Canjáyar betrug 2024 aus 1.134 Einwohnern.

## Geografie
Die Gemeinde grenzt an Alboloduy, Alsodux, Beires, Dalías, Felix, Instinción, Ohanes, Padules, Rágol und Las Tres Villas. Canjáyar liegt am Fluss Andarax in der Alpujarra Almeriense, 47 Kilometer von der Provinzhauptstadt Almería entfernt. Das milde Klima in Canjáyar macht es zu einem ganzjährig besuchten Reiseziel. Canjáyar liegt am Fuße der Sierra Nevada und blickt auf die Sierra de Gádor.

## Geschichte
Die erste Erwähnung dieser Stadt stammt von dem arabischen Geographen Al-Idrisi. Im 10. Jahrhundert erwähnte Qansayar, dass die Stadt über eine Verteidigungsanlage verfügte. Später, im 14. und 15. Jahrhundert, erfreute sich Canjáyar einer blühenden Wirtschaft, die von seinem Zugang zu Wasser profitierte. Landwirtschaft und Viehzucht blieben die Grundlage der Wirtschaft der Stadt bis zum Aufkommen des Bleiminenbergbaus im späten 18. Jahrhundert. Einen wirtschaftlichen Aufschwung erlebte die Stadt 1835 mit der Einführung der Tafeltraube und der Entwicklung von Bewässerungsprojekten, durch die die Anbauflächen vergrößert wurden. Um die Wende zum 20. Jahrhundert war die Einwohnerzahl auf etwa 3000 angewachsen, mehr als doppelt so hoch wie heute. Die heutigen landwirtschaftlichen Kulturen sind vielfältiger und umfassen Getreide, Oliven und Obst.

## Galerie

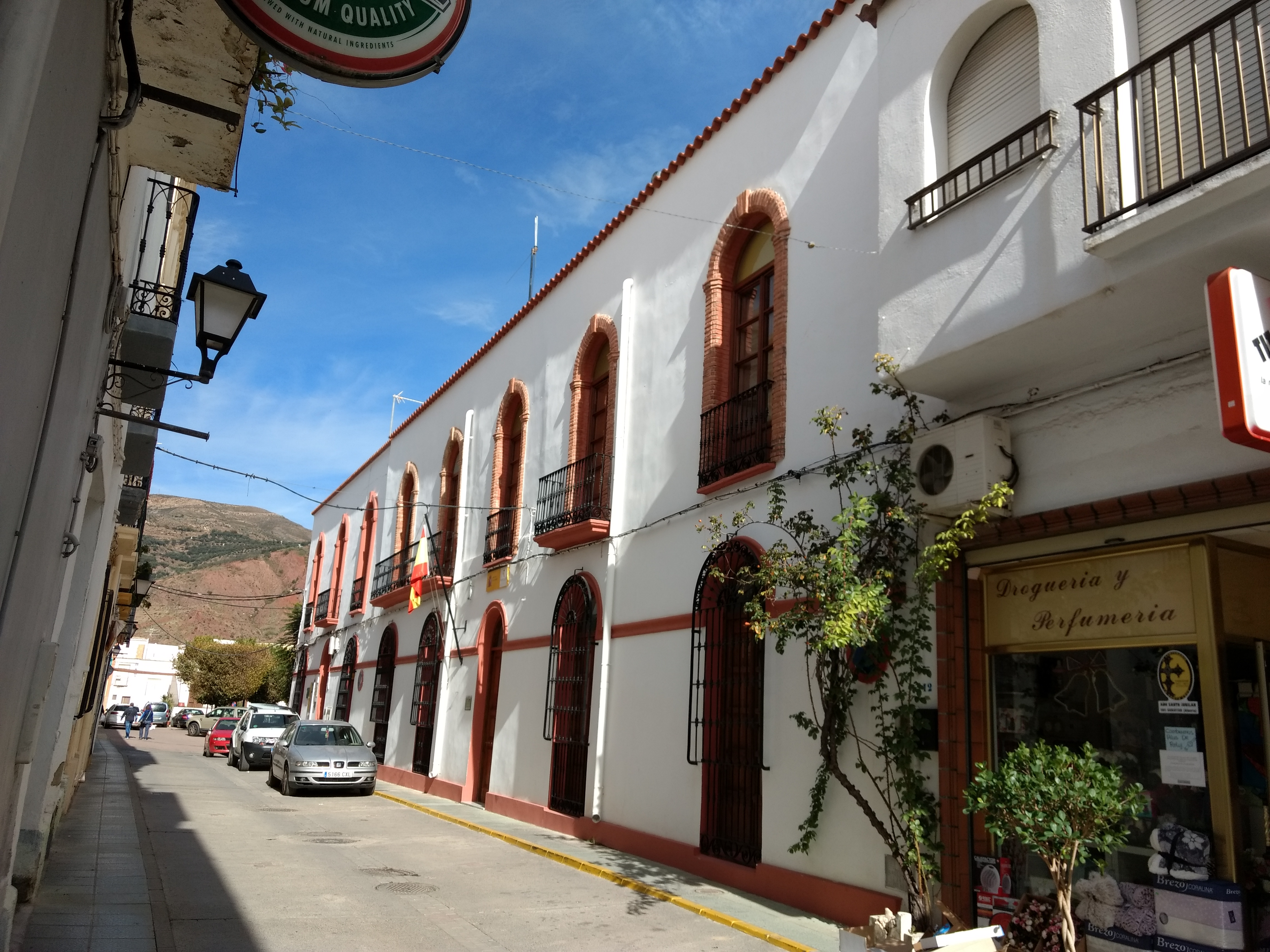
Ortskern
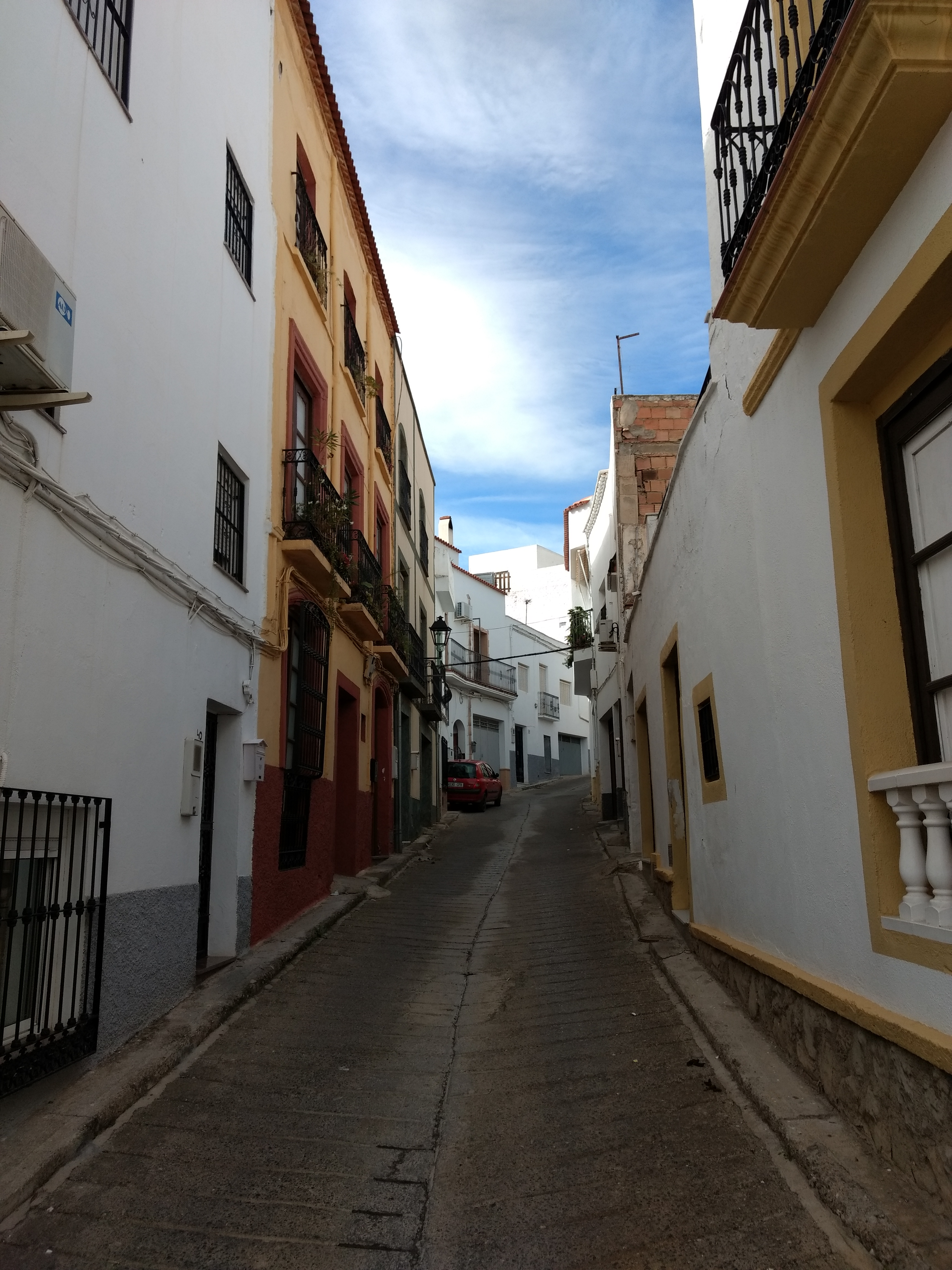
Enge Gasse
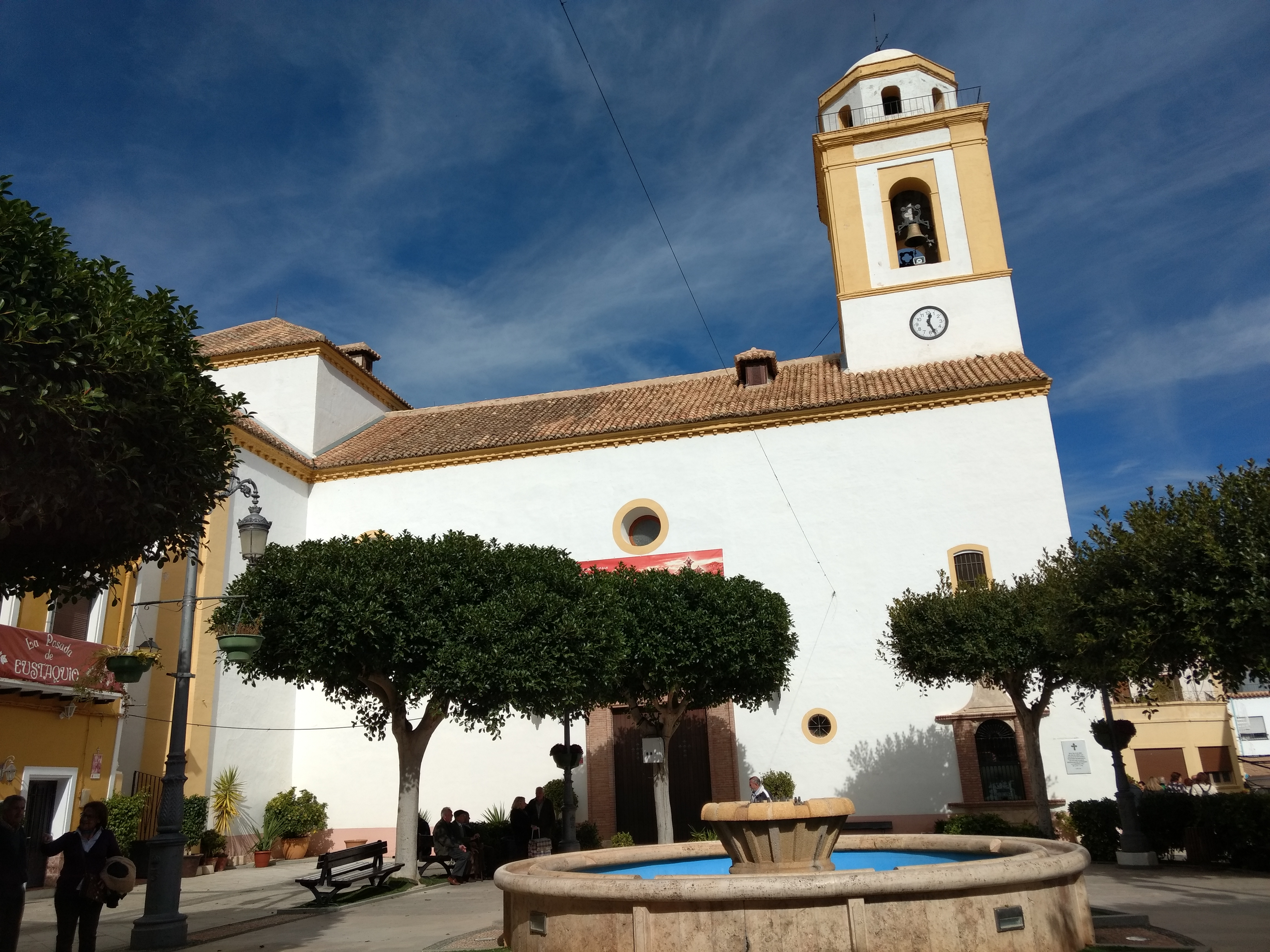
Kirche Iglesia de la Santa Cruz del Voto
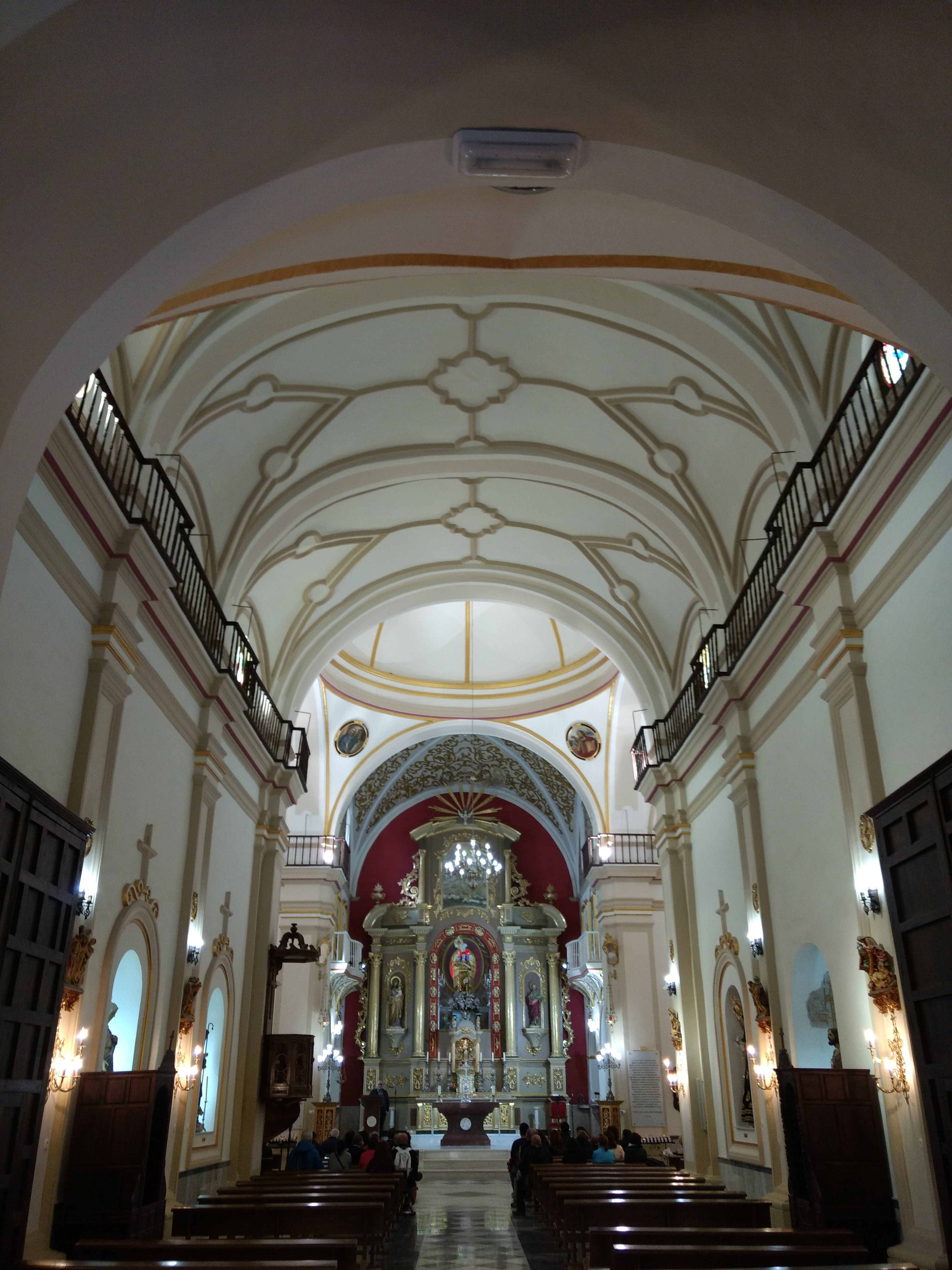
Innenansicht der Kirche
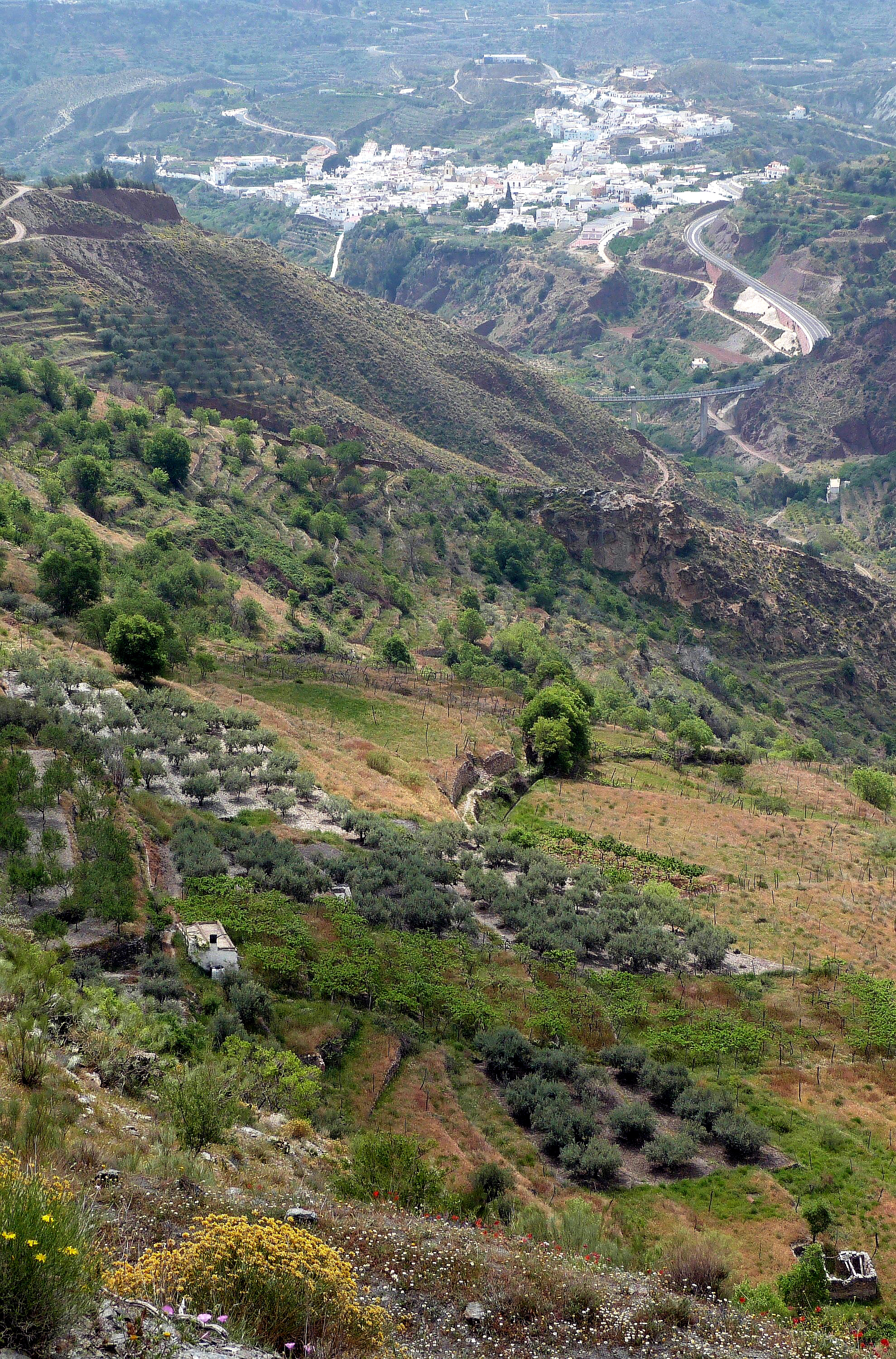
Landschaft